# Sanchay
Sanchay es una localidad peruana ubicada en el distrito de Lagunas, perteneciente a la provincia de Ayabaca del departamento de Piura, al norte del Perú. 

## Ubicación
Sanchay se ubica al centro de la provincia de Ayabaca, en el distrito de Lagunas, en el departamento de Piura.

## Demografía
En 2017 Sanchay tenía una población de 10 habitantes.
| Gráfica de evolución demográfica de Sanchay entre 1993 y 2017 |
|                                                               |
| Fuentes: Población 1993 y 2017                                |